# Eumaquia

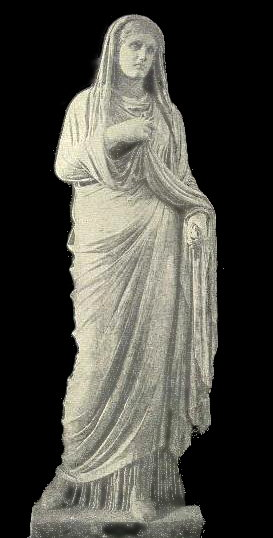
La estatua levantada en honor de Eumaquia en Pompeya.

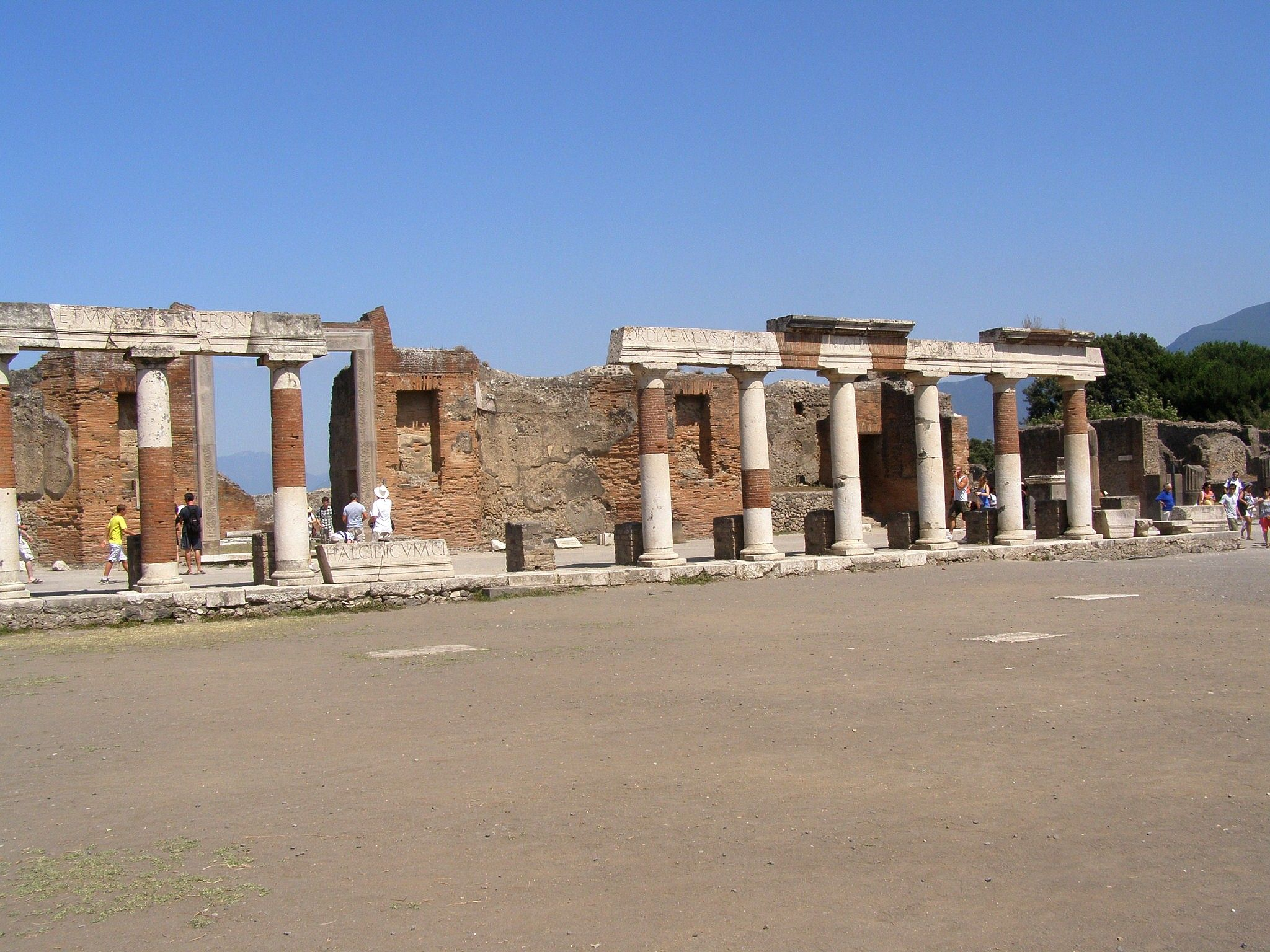
Ruinas del edificio financiado por Eumaquia, con porciones de la inscripción visibles en los fragmentos de piedra blanca

Eumaquia  fue una sacerdotisa pública en Pompeya durante mediados del siglo I, así como matrona de la Concordia Augusta,  culto imperial iniciado por Livia Drusila, viuda de Augusto, dedicado a su esposo divinizado.

## Historia familiar y personal
Es conocida por haber obtenido una gran riqueza por méritos propios al ser una matrona muy exitosa. De origen desconocido, alcanzó un estatus social más alto al vincularse matrimonialmente a una de las familias más antiguas de Pompeya. También fue conocida como matrona de las fullonicae, un gremio económicamente significativo de Pompeya que agrupaba negocios de tintorería y sastrería. La importancia de Eumaquia en la historia romana consiste fundamentalmente en el buen ejemplo que representa cómo una mujer de ascendencia humilde podía convertirse en una persona de gran relevancia pública. También es vista como ejemplo representativo de la creciente implicación de muchas mujeres en la política, utilizando el poder de un cargo público como es el de sacerdotisa para generar movilidad social.

## Evergetismo
Utilizando su riqueza y estatus, Eumaquia financió la construcción de un enorme edificio situado en el foro de Pompeya. Es un ejemplo de la idea de evergetismo, el fenómeno sociopolítico de las clases poderosas de regalar edificios y espectáculos voluntariamente a la ciudad, de forma que obtenían popularidad y representación pública.
Se presume que este edificio pudo servir como sede para el gremio de sastres y tintoreros, a pesar de que su uso exacto sigue siendo incierto. Este edificio, conocido como el edificio de Eumaquia, fue dedicado a la Concordia Augusta y a Pietas. Además, en su interior se encontraron estatuas de Tiberio, el emperador durante su vida, y Livia, su madre, junto con inscripciones en el exterior del edificio con dedicaciones a ellos. También dedicó el edificio a su hijo, Marco Numistrio Frontón.

## Estatua
En respuesta a su generosidad, y como símbolo de su poder y estado social, el gremio de las fullonicae le dedicó una estatua que la representa con velo a la manera de una sacerdotisa. También le dedicaron una inscripción. La traducción de esta inscripción es: A Eumaquia, hija de Lucio, sacerdotisa pública, de los fullones. Ver Corpus Inscriptionum Latinarum: "EVMACHIAE L F SACERD PVBL FVLLONES,”.